# Gabriel Sarkisjan
Gabriel Eduardi Sarkisjan (arménsky Գաբրիել Էդուարդի Սարգսյան; * 3. září 1983) je arménský šachový velmistr. Byl členem arménského šachového týmu, který vyhrál zlaté medaile na šachových olympiádách v letech 2006, 2008 a 2012 a na týmovém mistrovství světa v roce 2011. V červnu 2006 získal vyznamenání Movses Chorenaci.

## Mládí
Sarkisjan se narodil v Jerevanu dne 3. září 1983. Jeho dědeček ho naučil hrát šachy, když mu bylo 6 let. V roce 1996 vyhrál mistrovství světa v šachu mládeže (do 14 let) a v roce mistrovství 1998 Evropy v šachu mládeže (do 16 let). Ve stejném roce se stal mezinárodním mistrem.

## Kariéra

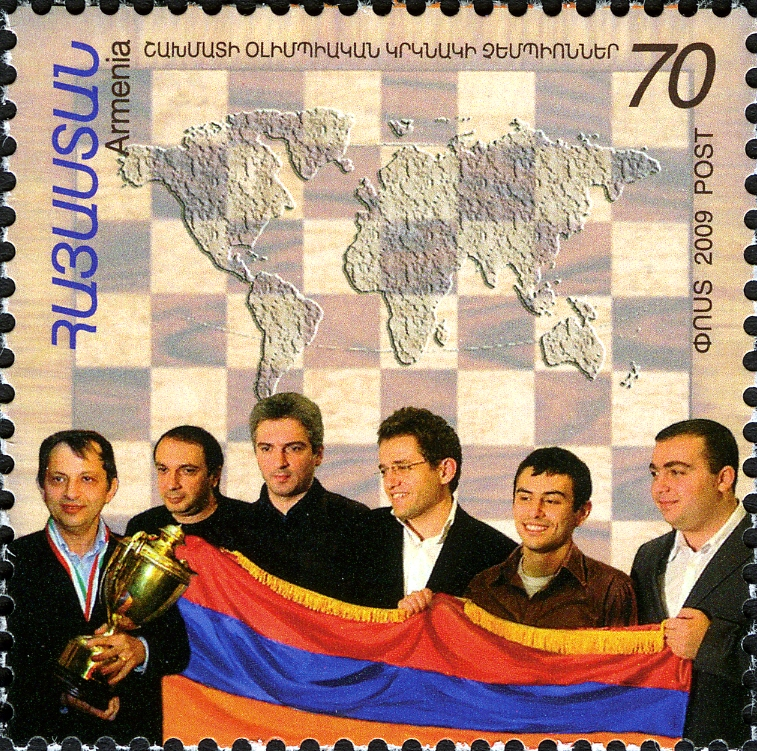
Sarkisjan (2. vpravo) se svými spoluhráči olympiády v roce 2008 na známce Arménie v roce 2009

V letech 2000 a 2003 vyhrál arménský šachový šampionát. V roce 2004 se zúčastnil mistrovství světa, ale hned v prvním kole prohrál se Sergejem Tiviakovem a byl tak z turnaje vyřazen. Zvítězil v Reykjavíku v roce (2006) a v Dubaji (2006). Na 8. Dubai Openu v roce 2006 Sarkisjan dosáhl sedmi bodů a skončil tak první společně se Sergejem Fedorčukem a krajanem Tigranem Petrosjanem. V roce 2007 vyhrál turnaj Cerrado Magistral Ruy Lopez ve Španělsku a s 6,5/ 7 body a skončil nad elitními hráči, jako například Ruslan Ponomarjov nebo Ivan Sokolov. Na tomto turnaji vyhrál před druhým Ponomarjovem rozdílem 2,5 bodů a jeho výkon dosahoval hodnoty 3021. V roce 2008 skončil na turnaji Ruy López International v Méridě se 4,5 body na třetím místě. V roce 2009 vyhrál 18. ročník Chicago Open. Kvalifikoval se na světový šachový pohár v roce 2009, avšak v prvním kole byl hráčem Li Čchaem vyřazen. V roce 2012 Sarkisjan vyhrál Chicago Open.
V roce 2006 byl Sarkisjan členem arménské šachové reprezentace, která na 37. šachové olympiádě získala svou vůbec první zlatou medaili na šachové olympiádě. Sarkisjan hrál tehdy na 5. šachovnici.
Na 38. šachové olympiádě v Drážďanech v roce 2008 vyhrál arménský tým již podruhé zlatou medaili. Sarkisjan hrál na třetí šachovnici a porazil Alexandera Griščuka, což bylo jediné vítězství Arménie v zápase nad Ruskem. Arménie nakonec vyhrála o jeden bod před Izraelem. Aby podpořil arménský tým, tak se Serž Sarkisjan, arménský prezident, ale zároveň předseda arménské šachové federace, zúčastnil této šachové olympiády. Arménská reprezentace s ním pak letěla zpět do Arménie v prezidentském letadle Air Force Armenia One.
V roce 2011 vyhrál arménský národní šachový tým poprvé mistrovství světa v šachu týmů. Sarkisjan hrál tehdy na čtvrté šachovnici.
Na 40. šachové olympiádě v roce 2012 v Istanbulu vyhrála Arménie tuto soutěž potřetí. Po návratu do Jerevanu byli hráči uvítáni zástupem mnoha lidí, včetně Serže Sarkisjana, předsedy arménské šachové federace a bývalého arménského prezidenta.
V roce 2014 skončil Sarkisjan na 23. ročníku Chicago Open na prvním místě. V roce 2015 se na turnaji v Douglasu na ostrově Man umístil na 1. – 3. místě společně s Pentalem Harikišnou a Laurent Fressinet. V listopadu 2017 získal Sarkisjan stříbrnou medaili za nejlepší individuální výkon na třetí šachovnici na mistrovství Evropy v šachu týmů. V prosinci 2017 sdílel na 9. ročníku londýnského CSC Classic FIDE Open první až třetí místo s Hrantem Melkumyjanem a Sébiastienem Mazéem.
V únoru 2018 se zúčastnil moskevského Aeroflot Open. Skončil osmý z devadesáti dvou, přičemž měl 6 bodů z devíti.

## Týmové soutěže
Sarkisjan hrál za Arménii v šachových olympiádách v letech 2000, 2002, 2004, 2006, 2008, 2010 a 2012. V roce 2002 a 2004 získal týmovou bronzovou medaili a týmovou zlatou medaili v letech 2006, 2008 a 2012. Na šachové olympiádě v roce 2008 získal zlatou medaili za nejlepší individuální výkon na třetí šachovnici (s hodnocením výkonu Elo 2869). Byl členem arménského týmu, který vyhrál zlatou medaili na mistrovství světa v šachu týmů v Ningbo v roce 2011. Hrál také za Arménii na mistrovstvích evropských týmů v šachu v letech 2007, 2009, 2011, 2013 a 2015, přičemž v letech 2007 a 2015 získal za vítězství stříbrnou medailí a v roce 2009 získal zlatou medaili za nejlepší individuální výkon. Sarkisjan hrál za tým MIKA Yerevan v Evropském šachovém poháru klubů v letech 2008, 2009, 2010, 2011 a v roce 2007 za CA Linex Magic Mérida (Španělsko), přičemž s tímto týmem Evropský pohár klubů v šachu vyhrál.

## Šachová škola
V roce 2012 založil Sarkisjan spolu s Levonem Aronjanem šachovou školu v Jerevanu, kde mohou studovat nejtalentovanější šachoví hráči ve věku 10 až 18 let.

## Osobní život
Sarkisjan je ženatý s Lianou Avoyan, absolventkou Arménské národní zemědělské univerzity. Svatba se konala dne 28. června 2013 v Jerevanu v katedrále svatého Sarkise za přítomnosti arménského prezidenta Serže Sarkisjana.